# Timo Königsmann
Timo Königsmann (Hannover, 1997. április 5. –) német utánpótlás-válogatott labdarúgó, jelenleg a Hannover 96 játékosa.

## Statisztika
2016. július 18. szerint.
| Klub           | Szezon   | Bajnokság | Bajnokság | Kupa  | Kupa | Nemzetközi | Nemzetközi | Összesen | Összesen |
| Klub           | Szezon   | Mérk.     | Gól       | Mérk. | Gól  | Mérk.      | Gól        | Mérk.    | Gól      |
| -------------- | -------- | --------- | --------- | ----- | ---- | ---------- | ---------- | -------- | -------- |
| Hannover 96 II | 2014–15  | 21        | 0         | -     | -    | -          | -          | 21       | 0        |
| Hannover 96 II | 2015–16  | 3         | 0         | -     | -    | -          | -          | 3        | 0        |
| Hannover 96 II | Összesen | 24        | 0         | 0     | 0    | 0          | 0          | 24       | 0        |
| Hannover 96    | 2014–15  | 0         | 0         | 0     | 0    | -          | -          | 0        | 0        |
| Hannover 96    | Összesen | 0         | 0         | 0     | 0    | 0          | 0          | 0        | 0        |
| Összesen       | Összesen | 21        | 0         | 0     | 0    | 0          | 0          | 21       | 0        |